# Верховье Утлюкского лимана
Верховье Утлюкского лимана — часть Приазовского национального природного парка (с 2010 года), комплексный памятник природы общегосударственного значения (1996—2010 года), расположенный на территории Акимовского района (Запорожская область, Украина). Заказник создан 20 августа 1996 года. Площадь — 280 га. Управляющая организация заказника — Министерство экологии и природных ресурсов Украины, ранее Давидовский сельсовет. Согласно схеме парка заказник является одной из заповедных зон, хотя на сайте Минприроды заказник не указан в данном списке.

## История
Согласно Указу Президента Украины Леонида Кравчука от 10.03.1994 года № 79/94 («Про резервування для наступного заповідання цінних природних територій»), Верховье Утлюкского лимана вошло в Список ценных природных территорий, резервируемых для первоочередной организации в 1994-1996 годах, новых и расширения существующих объектов ПЗФ общегосударственного значения. Статус памятника природы общегосударственного значения был присвоен Указом Президента Украины Леонида Кучмы 20 августа 1996 года №715/96 («Про оголошення територій та об'єктів природно-заповідного фонду загальнодержавного значення»). Заказник вошёл в состав (заповедной и регулируемой рекреации зон) Приазовского национального природного парка, созданного 10 февраля 2010 года Указом Президента Украины Виктора Ющенко №154/2010.

## Описание
Статус памятника природы присвоен с целью охраны, сохранения, возобновления и рационального использования природных комплексов северо-западного побережья Азовского моря.
Занимает акваторию верховья лимана Азовского моря Утлюкский (заповедная зона Приазовского НПП) — на территории Давидовского сельсовета за границами населенных пунктов, что южнее села Давыдовка. Здесь в Утлюкский лиман впадают реки Большой и Малый Утлюк, приустьевые части которых входят в состав памятника природы (Малый Утлюк — заповедная зона Приазовского НПП, Большой Утлюк — зона регулируемой рекреации Приазовского НПП). Северо-восточнее примыкает заказник «Пойма реки Малый Утлюк» (в границах Приазовского НПП), южнее — пруд-испаритель (изолированный водоём Утлюкского лимана), береговые линии данного пруда в составе Приазовского НПП. Акватория лимана и приустьевая часть поймы реки Малый Утлюк является заповедной зоной (согласно карте-схеме парка) Приазовского НПП, приустьевая часть поймы реки Большой Утлюк — зоны регулируемой рекреации.
В Указе Президента №715/96 памятник природы находится в ведении двух организаций: коллективное с/х предприятие «Южный» 101 га и рыболовецкий колхоз «Сыны моря» 179 га.

## Природа
Ландшафт представлен водно-болотными угодьями и степной растительностью. Лиман является местом гнездования и миграции множества птиц. Степные сообщества представлены с участием ковыли Лессинга (Stipa lessingiana) и ковыли волосовидной (Stípa capilláta).